# Fakulteta za pravo in poslovne vede
Fakulteta za pravo in poslovne vede (kratica FPPV), zdaj Fakulteta za pravo in ekonomijo v Ljubljani je prva fakulteta nastajajoče Slovenske katoliške univerze. Trenutni dekan je Mitja Steinbacher.
FPPV izvaja UNI in MAG program poslovnih ved po bolonjskih standardih. Predvidoma v šolskem letu 2022-2023 pa začne tudi z izvajanjem MAG programa Pravo. FPPV je v fazi internacionalizacije in povezovanja s tujimi Visokošolskimi organizacijami.
Sedež fakultete je v Ljubljani, kjer je urejena tudi izpostava knjižnice, ki je namenjena predvsem študentom poslovnih ved. Obsežnejša knjižnica, neposredno povezana s fakulteto, pa deluje v okviru zavoda Studia Slovenica.